# 큐바니즘
큐바니즘은 대한민국의 음악 그룹이다. 2015년 정규 앨범 《Huella Nueva》로 데뷔했다.

## 방송
- 포커스 : Folk Us (2020) - Top41(30위)
- 락쿵 (2022) - Top47

## 음반
- Huella Nueva (2015)
- 무소속프로젝트 컴필레이션 2015 (2015)
- Hola (2016)
- 가자 (2017)
- First Christmas (2017)
- 불타올라 (2018)
- Laka Laka (2021)

## 공연
- Cubanism(큐바니즘) 1st 콘서트 [HOLA] (2016)
- 큐바니즘과 나쁜오빠의 [봄 더하기] 조인트 콘서트 (2017)
- 청남대재즈토닉페스티벌 2017 (2017)
- 한밤의 클래식 산책 <WORLD MUSIC> 라틴밴드 큐바니즘 (2018)
- 2018 ACC 월드뮤직 페스티벌 (2018)
- 2019 서울젊은국악축제 (2019)
- 달빛음악회 (2019)

## 수상
- 제12회 제천국제음악영화제 거리의 악사 페스티벌 우승 (2016)
- 세계밴드대회 이멀겐자 페스티벌 한국결선 4위 (2016)
- 제1회 무소속 프로젝트 3위 (2015)